# Birkhall
Birkhall é uma das residências privadas do rei Carlos III do Reino Unido na Escócia. 
Está localizada dentro da propriedade do Castelo de Balmoral, em Royal Deeside, Aberdeenshire.  
Construída em 1715, a propriedade foi adquirida à família Gordon por Alberto de Saxe-Coburgo-Gota, príncipe consorte da Rainha Vitória, em 1849. Birkhall foi comprada para o filho deles, mas ele nunca gostou do lugar e só ficou nele uma vez. Passou então a ser usada como uma residência para os convidados da Rainha na Escócia.
Tornou-se a residência em Deeside da Rainha Mãe, logo depois de seu casamento como o Duque de York, em 1923. Sua filha mais velha, a Princesa Elizabeth (depois Rainha Elizabeth II), passou parte de sua lua de mel aqui com o Duque de Edimburgo. Em 2005, Charles, Príncipe de Gales e sua segunda esposa passaram a lua de mel deles em Birkhall. 